# Provincia de Selenge
La aymag de Selenge (en mongol: Сэлэнгэ аймаг) es una de las 21 aymags (provincias) de Mongolia. Su población total es de 99.950 habitantes (datos de 2000). Tiene una superficie de 41.153 km², que en términos de extensión es similar a la de Suiza. Su capital es Sukhbaatar.